# Placidus Scharl
Placidus Scharl OSB (* 10. Oktober 1731 in Seefeld (Oberbayern); † 10. Februar 1814 in München) war Mönch des Klosters Andechs, Professor an der Benediktineruniversität Salzburg und Dramaturg. Er ist der ältere Bruder von Benno Scharl.

## Jugend bis zum Klostereintritt
Scharl wurde als Sohn eines Gastwirtes geboren und auf den Namen Franz getauft. 1740 wurde er Schüler im „kleinen Seminar“ des bayrischen Klosters Andechs, wo er schon eine erste musikalische Ausbildung erhielt. In den Jahren 1742 bis 1747 wurde er im von Benediktinern geführten Freisinger Lyzeum am Marienplatz weiter ausgebildet. Dort trat Franz Scharl auch schon in einigen schulischen Theaterstücken auf. 1747 trat er als Novize ins Kloster Andechs ein, sein Noviziat absolvierte er in Weihenstephan. Ein Jahr später legte er die Profess ab.

## Studium und Lehre
Von 1748 bis 1754 studierte er im Kloster Rott und wurde anschließend zum Priester geweiht. 1756 wurde er Lehrer an seiner ehemaligen Schule in Freising. Von 1758 bis 1759 war er Prediger im Nonnenkloster Lilienberg bei Haidhausen. Danach wurde er wieder Lehrer, diesmal allerdings an der Universität Salzburg.  Von 1770 bis 1780 unterrichtete er Theologie im Kloster Andechs und war dann von 1781 bis 1784 Rektor im Lyzeum von Neuburg. Die darauffolgenden Jahre verbrachte er im Kloster Andechs, bis er nach München ging, wo er von 1794 bis 1803 als Rektor des Lyzeums wirkte. 1802 wurde das Kloster Andechs säkularisiert. Scharl zog sich in München in eine Wohnung zurück und war weiter als Prediger und Seelsorger tätig, bis er 1814 verstarb. Er schrieb schon in seiner Jugend ausführlich Tagebuch und führte diese Angewohnheit bis zu seinem Tod fort.

### Theater
Während seiner Zeit als Pater comicus organisierte er viele Theateraufführungen, für die er oft die Musik komponierte und die Texte verfasste. Diese Theaterstücke behandelten meist antike Sagen oder erbauliche Themen.
In seiner Klosterjugend trat er auch als Schauspieler auf, nicht selten in weiblichen Rollen, etwa in der Rolle der Primadonna.